# Lacey Nymeyer
Lacey Pearl Nymeyer (ur. 29 października 1985 w Tucson) – amerykańska pływaczka, wicemistrzyni olimpijska z Pekinu, mistrzyni świata.
Specjalizuje się w pływaniu stylem dowolnym. Największym osiągnięciem zawodniczki jest srebrny medal igrzysk olimpijskich w Pekinie w sztafecie na dystansie 4 x 100 m kraulem oraz złoty medal mistrzostw świata z Melbourne (2007) w sztafecie 4 x 200 m.

## Osiągnięcia

### Igrzyska olimpijskie
| Olimpiada  | Data             | Konkurencja               | Rezultat    | Miejsce |
| ---------- | ---------------- | ------------------------- | ----------- | ------- |
| Pekin 2008 | 10 sierpnia 2008 | 4 x 100 m stylem dowolnym | 3:34,33 min |         |

### Mistrzostwa świata
- 2005 Montreal -  brąz – 4 x 100 m stylem dowolnym
- 2005 Montreal -  srebro – 4 x 100 m stylem zmiennym[1]
- 2007 Melbourne -  srebro – 4 x 100 m stylem dowolnym
- 2007 Melbourne -  złoto – 4 x 200 m stylem dowolnym
- 2007 Melbourne -  srebro – 4 x 100 m stylem zmiennym
- 2009 Rzym -  srebro – 4 x 200 m stylem dowolnym

## Rekordy świata
| Data          | Miejsce   | Konkurencja               | Rezultat    | Status              |
| ------------- | --------- | ------------------------- | ----------- | ------------------- |
| 29 marca 2007 | Melbourne | 4 x 200 m stylem dowolnym | 7:50,09 min | do 14 sierpnia 2008 |